# Roșiești
Roșiești is een Roemeense gemeente in het district Vaslui.
Roșiești telt 3645 inwoners.